# Panama na Letnich Igrzyskach Olimpijskich 2008
Panama na XXIX Letnich Igrzyskach Olimpijskich w Pekinie była reprezentowana przez trzech sportowców.
Jest to piętnasty start Panamy na letnich igrzyskach olimpijskich (poprzednie to 1928, 1948, 1952, 1960, 1964, 1968, 1972, 1976, 1984, 1988, 1992, 1996, 2000, 2004).

## lekkoatletyka
- skok w dal mężczyzn: Irving Saladino
- bieg na 400 m ppł mężczyzn: Bayano Kamani

## szermierka
- turniej indywidualny kobiet: Yesika Jimenez